# Весілля (фільм, 1964)
«Весілля» (груз. «ქორწილი») — радянський короткометражний німий чорно-білий фільм 1964 року, режисера Михайла Кобахідзе.

## Сюжет
По дорозі на роботу хлопець-мрійник знайомиться з юною скрипалькою і закохується в неї. Однак, своїм веселим характером він дуже не сподобався її матері. У своїх мріях хлопець уявляє, як прийде в гості до дівчини в гарному костюмі і з букетом квітів, і відразу ж сподобається матері своєї коханої. Але він дуже дивується, коли дівчина виходить заміж за іншого — не в мріях, а по-справжньому.

## У ролях
- Гогі Кавтарадзе — хлопець
- Нана Кавтарадзе — дівчина
- Катерина Верулашвілі — мати дівчини
- Баадур Цуладзе — перехожий з газетою / пасажир автобуса

## Знімальна група
- Оператор: Микола Сухішвілі
- Художник: Гіві Гігаурі
- Музичне оформлення: Михайло Кобахідзе
- Асистент оператора: Елізбар Какабадзе
- Звукооператор: Тенгіз Нанобашвілі
- Директор картини: Ілля Кобідзе
- Сценарій і постановка: Михайло Кобахідзе